# Mengistu Worku
Mengistu Worku (1940 - 16 de dezembro de 2010) foi um futebolista etíope que atuava como atacante.

## Carreira
Jogou toda sua carreira no maior clube da Etiópia, Saint George e teve seis participações da Copa Africanas de Nações, com destaque a edição de 1962, sendo campeão e artilheiro com 3 gols.